# Глас Русије
Глас Русије (рус. Голос России) је државна мултимедијална компанија Руске Федерације која емитује програм за иностранство од 29. октобра 1929. године.
Савремени „Глас Русије“ ради на Интернету на руском и 38 страних језика. Сајт „Гласа Русије“ који садржи преко 500 одељака посећују корисници из 110 земаља. Њима је доступно емитовање сателитском везом, преко мобилног телефона, фајлови у аудио, видео и мултимедијланом формату.
Задаци Компаније су да пружи публици благовремену, тачну и веродостојну информацију о догађајима у свету, да упознаје међународну заједницу са животом у Русији, као и да води дијалог са сународницима у иностранству, доприноси популаризацији руске културе и руског језика.
Слоган
„Разговарамо са читавим светом“